# Kronach járás
Kronach járás egy járás Bajorországban. Kronach járás Hof, Kulmbach, Lichtenfels, Coburg, Saale-Orla-Kreis, Landkreis Saalfeld-Rudolstadt és Landkreis Sonneberg járásokkal határos. Lakosainak száma 75 353 fő (1987. május 25.).

## Népesség
A járás népessége az elmúlt években az alábbi módon változott:
| Lakosok száma | 28 374 | 47 817 | 37 500 | 80 590 | 80 716 | 75 353 | 68 484 | 67 998 | 67 613 | 67 474 |
|               | 1871   | 1885   | 1925   | 1950   | 1970   | 1987   | 2013   | 2014   | 2016   | 2017   |